# Kasta Metabaronów
Kasta Metabaronów (tytuł oryginału: La Caste des Méta-Barons) – francuska seria komiksowa z gatunku science fiction, której autorami są Alejandro Jodorowsky (scenariusz) i Juan Giménez (rysunki), opublikowana przez wydawnictwo Les Humanoïdes Associés w latach 1992–2004 i uzupełniona trzema dodatkowymi, indywidualnymi albumami z lat 2000–2008. Po polsku ukazała się nakładem wydawnictw Egmont Polska i Scream Comics. Seria powiązana jest z innymi cyklami autorstwa Jodorowsky’ego: Incal, Megalex, Technokapłani, Castaka i Metabaron.

## Fabuła
Seria opisuje dzieje rodu Castaków, którzy są Metabaronami – niepokonanymi w całej galaktyce wojownikami. Ich życie wypełnia walka. Żaden z nich nigdy nie zaznał spokoju i szczęścia.

## Tomy
| Tom        | Tytuł i rok wydania polskiego               | Tytuł i rok wydania oryginalnego               |
| ---------- | ------------------------------------------- | ---------------------------------------------- |
| 1          | Prapradziad Othon (2002)                    | Othon le Trisaïeul (1992)                      |
| 2          | Praprababka Honorata (2002)                 | Honorata la Trisaïeule (1993)                  |
| 3          | Pradziad Aghnar (2003)                      | Aghnar le Bisaïeul (1995)                      |
| 4          | Prababka Oda (2003)                         | Oda la Bisaïeule (1997)                        |
| 5          | Dziadek Stalogłowy (2003)                   | Tête-D'Acier l'Aïeul (1998)                    |
| 6          | Babka Dona Vicenta Gabriela de Rokha (2004) | Doña Vicenta Gabriela de Rokha l'Aïeule (1999) |
| 7          | Ojco-matka Aghora (2004)                    | Aghora le Père-Mère (2002)                     |
| 8          | Bezimienny, ostatni Metabaron (2005)        | Sans Nom le dernier Méta-Baron (2004)          |
| Poza serią |                                             |                                                |
| –          |                                             | La Maison des ancêtres (2000)                  |
| –          |                                             | L'Univers des Méta-Barons (2001)               |
| –          | Broń Metabarona (2009)                      | Les Armes du Méta-Baron (2008)                 |